# Gerd Alberti
Gerd Alberti (ur. 12 stycznia 1943 w Wiener Neustadt, zm. 9 listopada 2016) – niemiecki zoolog, ekolog i systematyk.

## Kariera i specjalizacja
Studiował na Uniwersytecie w Kilonii uzyskując w 1972 doktorat. Docentem został w 1980 po obronie pracy habilitacyjnej na Uniwersytecie w Heidelberu (pracował tam 15 lat). Następnie został wybrany na stanowisko dyrektora Instytutu Zoologii Uniwersytetu w Greifswaldzie. Specjalizował się w stawonogach i pajęczakach, badał także życie roztoczy, fauny glebowej, m.in. w kontekście skażenia podłoża. Był autorytetem w dziedzinie badań morfologicznych nad ultrastrukturą narządów i układów wewnętrznych ww. owadów. 
Współpracował z badaczami polskimi; był też inicjatorem podpisania umowy pomiędzy Uniwersytetem w Greifswaldzie a UAM ws. stażystów. 20 maja 2009 odebrał doktorat honoris causa UAM w Poznaniu.
Zmarł 9 listopada 2016.

## Dorobek i nagrody
Opublikował ponad 200 pozycji (17 książek, 190 oryginalnych rozpraw). Z uwagi na wieloletnią współpracę z polskimi naukowcami otrzymał honorowe Stypendium im. Aleksandra von Humboldta. W 2009 został doktorem honoris causa Uniwersytetu im. Adama Mickiewicza.